# طوطی‌کاکلی گنگ‌گنگ
طوطی‌کاکلی گنگ‌گنگ (نام علمی: Callocephalon fimbriatum) نام یک گونه از زیرخانواده طوطی‌کاکلیان است.